# 日本口腔インプラント学会
公益社団法人日本口腔インプラント学会（にほんこうくうインプラントがっかい、英文名称：Japanese Society of Oral Implantology、略称：JSOI）とは、デンタルインプラントを中心とした学問を取り扱う専門学術団体の一つである。

## 概要
1986年7月に日本歯科インプラント学会と日本デンタルインプラント研究学会を統合し、口腔インプラント学の進歩や普及などを目的して発足した。インプラントの普及に伴い、2008年3月31日現在で会員数は正会員8497名、2009年3月2日には10,002名と、会員数は急激に増加しており、日本口腔外科学会の会員数を超え、歯科系の学会で最大の会員数を持つ学会となった。2011年現在、理事長は川添堯彬。

## 総会
- 年2回（春季・夏季）

## 本部事務局
- 〒105-0014　東京都港区芝2-30-11　芝コトブキビル301

## 支部
- 東北・北海道支部
- 関東・甲信越支部
- 中部支部
- 近畿・北陸支部
- 中国・四国支部
- 九州支部

## 学会誌
- 『日本口腔インプラント学会誌』年4回発刊 ISSN:0914-6695

## 専門認定
- 歯科医師
  - JSOI 認証医
  - 口腔インプラント専門医(2010年4月現在685名[8])
  - 口腔インプラント指導医
  - 口腔インプラント基礎系指導医
- 歯科衛生士
  - インプラント専門歯科衛生士
- 歯科技工士
  - インプラント専門歯科技工士

## 学会賞
- 学会特別功労賞
- 学会特別賞
- 学会特別論文賞
- 学会優秀論文賞
- 学会奨励論文賞
- 日本口腔インプラント学会デンツプライ賞

## 大会等
| 年     | 月日           | 名称                                                 | 会長     | 会場                                               | テーマ                                                                                  | 参加者数    | 備考                                                                                 |
| ------ | -------------- | ---------------------------------------------------- | -------- | -------------------------------------------------- | --------------------------------------------------------------------------------------- | ----------- | ------------------------------------------------------------------------------------ |
| 2007年 | 9月14日〜16日  | 第37回社団法人日本口腔インプラント学会・学術大会     | 添島義和 | 熊本市民会館 熊本市国際交流会館 熊本市産業文化会館 | 専門性あるインプラント治療 〜インプラントのスタンダードレベルを高めるためのチャレンジ〜 | 3,400名以上 | [ 9 ]                                                                                |
| 2008年 | 9月12日〜14日  | 第38回社団法人日本口腔インプラント学会・学術大会     | 相浦洲吉 | 東京国際フォーラム                                 | ガイドラインを備えたインプラント治療                                                    | 3,944名     | 第29回中国・四国支部総会・学術大会併催                                               |
| 2008年 | 12月20日〜21日 | 第1回「口腔インプラント専門医臨床技術向上講習会」    |          | NASPAニューオータニ                                | 適切な診断および安全・安心のインプラント外科埋入手術                                    | 150名       | [ 10 ]                                                                               |
| 2009年 | 9月25日〜27日  | 第39回社団法人日本口腔インプラント学会・学術大会     | 市川哲夫 | 大阪国際会議場                                     | インプラント治療における医療安全・安心                                                  | 4,012名     | 第29回中国・四国支部総会・学術大会併催                                               |
| 2009年 | 11月14日〜15日 | 第29回 東北・北海道支部 学術大会                     | 西郷慶悦 | アイーナ                                           |                                                                                         | 365名       | [ 14 ]                                                                               |
| 2009年 | 8月22日〜23日  | 第29回 関東・甲信越支部 学術大会                     | 嶋田淳   | 東京国際フォーラム                                 | Versus                                                                                  |             | [ 14 ]                                                                               |
| 2009年 | 11月7日〜8日   | 第30回 中部支部 学術大会                             | 杉田基   | じゅうろくプラザ                                   |                                                                                         |             | [ 15 ]                                                                               |
| 2009年 | 11月20日〜21日 | 第29回 近畿・北陸支部 学術大会                       | 武田太之 | ホテルグランビア和歌山                             | インプラントを安心・安全・確実に                                                        |             | [ 14 ]                                                                               |
| 2010年 | 2月27日〜28日  | 第27回 九州支部 学術大会                             | 松浦正朗 | 福岡国際会議場                                     |                                                                                         | 700名超     | [ 14 ]                                                                               |
| 2009年 | 3月20日〜21日  | 第2回「口腔インプラント専門医臨床技術向上講習会」    |          | 東京医科歯科大学                                   | 適切な診断および安全・安心のインプラント外科埋入手術                                    | 170名超     | [ 16 ]                                                                               |
| 2009年 | 11月28日〜29日 | 第4回「口腔インプラント専門医臨床技術向上講習会」    |          | 大阪新梅田研修センター                             | 適切な診断および安全・安心のインプラント外科埋入手術                                    |             | [ 12 ]                                                                               |
| 2010年 | 9月17日〜19日  | 第40回社団法人日本口腔インプラント学会・学術大会     | 松沢耕助 | 札幌コンベンションセンター                         | 信頼性有る口腔インプラント専門医                                                        | 3,000名以上 | 第30回東北・北海道支部総会・学術大会併催 第3回日本口腔検査学会総会・学術大会同時開催 |
| 2011年 | 2月12日〜13日  | 第30回 関東・甲信越支部 学術大会                     | 井汲憲治 | パシフィコ横浜                                     | 支部創立30周年記念 長期経過症例を振り返りインプラント治療の未来を考える                 |             | [ 20 ]                                                                               |
| 2010年 | 11月13日〜14日 | 第31回 中部支部 学術大会                             | 林尚史   | 四日市市文化会館                                   | インプラント治療 -より信頼を高めるために-                                               |             | [ 21 ]                                                                               |
| 2010年 | 11月20日〜21日 | 第30回 近畿・北陸支部 学術大会                       | 伊井克安 | AOSSA                                              | インプラントの長期安定を目指して                                                        |             | [ 22 ]                                                                               |
| 2010年 | 11月13日〜14日 | 第30回 中国・四国支部 学術大会                       | 岸祐治   | 島根県歯科医師会館・島根県立産業交流会館           | インプラント治療の現在と未来への安心                                                    |             | [ 23 ]                                                                               |
| 2011年 | 1月22日〜23日  | 第28回 九州支部 学術大会                             | 長岡英一 | かごしま県民交流センター                           | オッセオインテグレーションの先にあるもの                                                |             | [ 24 ]                                                                               |
| 2010年 | 11月27日〜28日 | 第6回「口腔インプラント専門医臨床技術向上講習会」    |          | 名古屋国際センター                                 | 適切な診断および安全・安心のインプラント外科埋入手術                                    |             | [ 25 ]                                                                               |
| 2011年 | 9月16日〜18日  | 第41回公益社団法人日本口腔インプラント学会・学術大会 | 堀田康記 | 名古屋国際会議場                                   | インプラント医療安全の推進行動                                                          |             | 第32回中部支部総会・学術大会併催                                                     |
| 2012年 | 9月21日〜23日  | 第42回公益社団法人日本口腔インプラント学会・学術大会 | 江藤隆徳 | 大阪国際会議場                                     | インプラント患者目線での安心医療とは                                                    |             | [ 27 ] [ 28 ]                                                                        |
| 2013年 | 9月13日〜15日  | 第43回公益社団法人日本口腔インプラント学会・学術大会 | 古谷野潔 | 福岡国際会議場                                     |                                                                                         |             | [ 29 ]                                                                               |

## 加盟団体
- 日本歯科医学会
- 日本歯学系学会協議会